# Jelovac
Jelovac (em cirílico: Јеловац) é uma vila da Sérvia localizada no município de Despotovac, pertencente ao distrito de Pomoravlje, na região de Resava. A sua população era de 278 habitantes segundo o censo de 2011.

## Demografia
| 1948 | 1953 | 1961 | 1971 | 1981 | 1991 | 2002 | 2011 |
| ---- | ---- | ---- | ---- | ---- | ---- | ---- | ---- |
| 739  | 787  | 770  | 721  | 617  | 524  | 349  | 278  |